# Europass-Rahmenkonzept

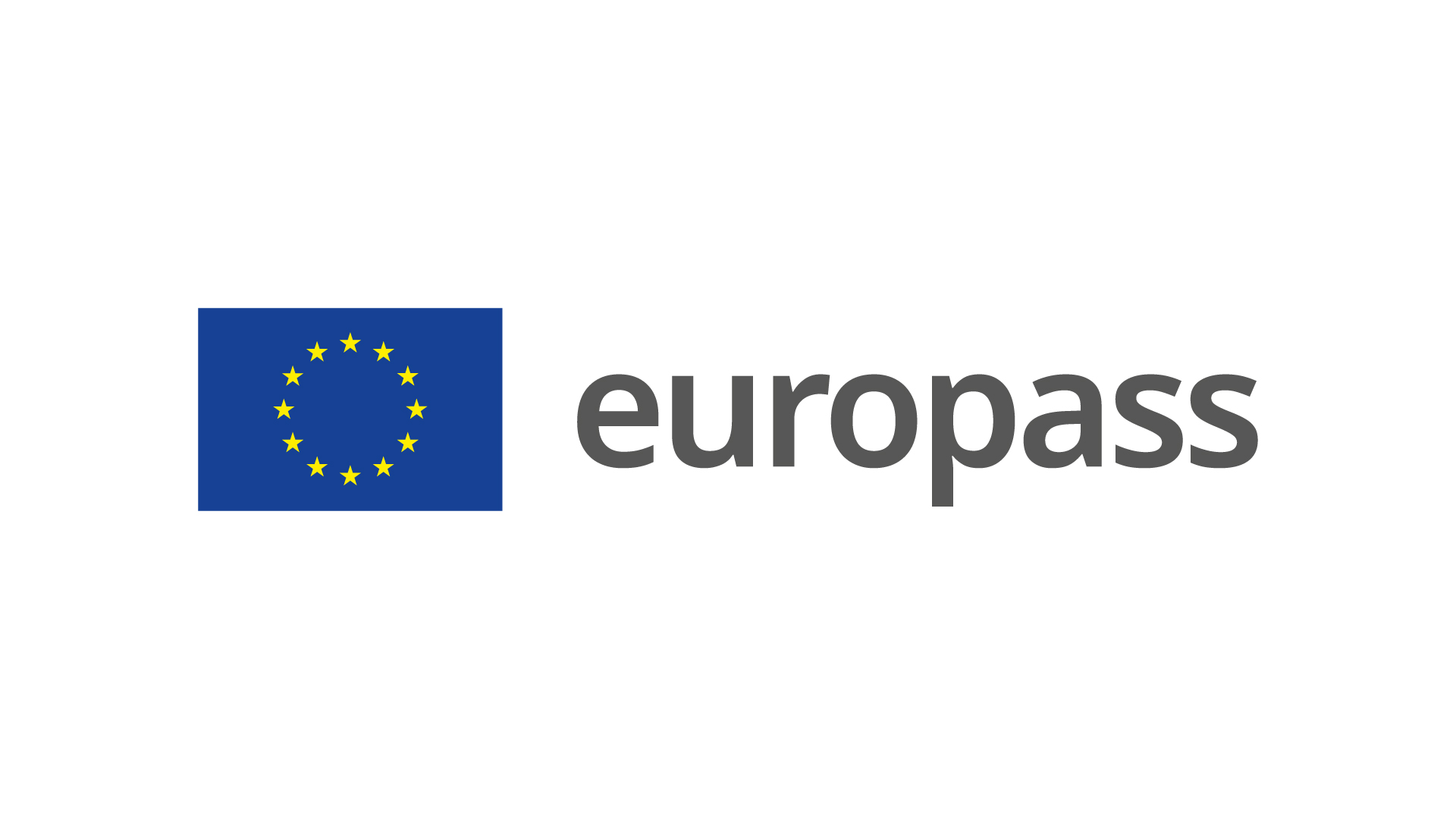
Neues Europass-Logo seit 2020

Europass ist eine Website der Europäischen Union, auf der die Nutzer ihren Lebenslauf und Details zu ihrer Ausbildung erfassen und Bewerbungsschreiben erstellen können. Zudem bietet die Seite Informationen zu Studium und Bewerbungen in verschiedenen europäischen Ländern. Hochschulen können ihren Absolventen digitale Europass-Zertifikate („Europass Digital Credentials“) ausstellen, in denen Studieninhalte und erlangte Qualifikationen erläutert werden.
Das EU-Instrument beruht auf dem gemeinsamen Beschluss (EU) 2018/646 des Europäischen Parlaments und des Rates vom 18. April 2020. Der Beschluss von 2018 ersetzt die alte Europass-Rechtsgrundlage von 2004 (Entscheidung Nr. 2241/2004/EG), welcher Nachfolger des 1999 eingeführten Europass Berufsbildung war.

## Ziel
Erklärtes Ziel von Europass ist es, bessere Schnittstellen zwischen der Bildungs- und Arbeitswelt in Europa zu schaffen und das gegenseitige Verständnis von nationalen Qualifikationen und Kompetenzen zu erhöhen. Dadurch soll die grenzüberschreitende Mobilität zur Arbeitsaufnahme und zu Lernzwecken (Ausbildung, Studium, Weiterbildung usw.) vereinfacht werden. Mit dem Start eines neuen Europass-Portals am 1. Juli 2020 sollen die bisherigen fünf Europass-Dokumente Schritt für Schritt stärker in digitalisierte Angebote überführt werden und der bisherige Lebenslauf-Editor, der vom Europäischen Zentrum für die Förderung der Berufsbildung (CEDEFOP) betrieben wurde, von einem umfassenden Onlineportal mit erweitertem Funktionsumfang abgelöst werden. Das Instrument soll den Bürgerinnen und Bürgern Europas helfen, ihre Qualifikationen und Kompetenzen transparent und vergleichbar auch über Ländergrenzen hinweg darzustellen, moderne Bewerbungsverfahren zu nutzen und mit wenigen Schritten europaweit nach Lernangeboten, Qualifikationen und Jobs zu suchen.

## Inhalte
Die wesentlichen Bausteine des Europass-Portals sind:
- e-Portfolio, in dem Nutzerinnen und Nutzer ein persönliches Profil mit Angaben zu Ausbildung, Berufserfahrung, Interessen und Zielen anlegen können und in einer dazugehörigen Bibliothek relevante Dokumente (z. B. Lebensläufe, Arbeitsproben, Zeugniskopien) speichern können. Um den vollen Funktionsumfang nutzen zu können, ist eine einmalige Registrierung notwendig; Basisfunktionen sind ohne Registrierung verfügbar.
- Bewerbungstool: das Europass-Portal ermöglicht es, Lebensläufe und Bewerbungsschreiben in verschiedenen Designs zu erstellen – entweder auf Basis des eigenen Profils oder durch Neueingabe aller Daten. Die Dokumente können anschließend als PDF-Datei gespeichert und versendet oder gedruckt werden. Alternativ ist es auch möglich, Teile des Profils für einen befristeten Zeitraum mit Arbeitgeberinnen und Arbeitgebern zu teilen. Allerdings sind Lebenslauf und Bewerbungsschreiben standardisiert, nicht an die Gepflogenheiten einzelner Länder angepasst und auch nur begrenzt personalisierbar.
- Suchfunktion für Stellenanzeigen, Weiterbildungsmöglichkeiten und Qualifikationen: Das Portal ermöglicht es, nach Stellenanzeigen, Weiterbildungsmöglichkeiten und Qualifikationen in ganz Europa zu suchen – entweder auf der Basis der im persönlichen Profil hinterlegten Kompetenzen und Interessen oder über eine einfache Suchmaske nach Ort und Suchbegriff. Für die verknüpften Stellenanzeigen besteht eine Kooperation mit EURES, dem europäischen Portal zur beruflichen Mobilität. EURES ist ein Kooperationsnetzwerk von Arbeitsvermittlungen, um die Freizügigkeit von Arbeitnehmern in Europa zu fördern.
- Digitale Fähigkeitsnachweise: innerhalb des Europass-Portals hat die EU-Kommission einen technischen Rahmen geschaffen zum Ausstellen, Speichern, Verifizieren und Teilen von digitalen Fähigkeitsnachweisen. Damit soll ein europaweit einheitlicher Standard für digitale Qualifikationen, Zertifikate und andere Fähigkeitsnachweise bereitgestellt werden. Der technische Standard kann alle Kategorien von Ausbildungsnachweisen unmittelbar erkennen und einordnen und befindet sich derzeit noch in der Erprobungsphase (Stand: August 2020).

## Die Europass-Dokumente
Bis zum Relaunch im Juli 2020 bestand der Europass – basierend auf der alten Rechtsgrundlage Entscheidung Nr. 2241/2004/EG – aus fünf einzelnen Dokumenten:
- Europass-Lebenslauf: systematische Darstellung erworbener Qualifikationen und Kompetenzen in einem europaweit einheitlichen Format, kostenlose Erstellung online unter www.europass.eu möglich.
- Europass-Sprachenpass: dokumentierte Fremdsprachkenntnisse nach dem Gemeinsamen Europäischen Referenzrahmen für Sprachen (GeRS). Das Raster zur Selbsteinschätzung existiert seit Juli 2020 nur noch als Segment im Europass Lebenslauf bzw. ePortfolio.
- Europass-Mobilitätsnachweis: dient der Dokumentation von Lernergebnissen eines konkreten Auslandsaufenthaltes zu Lernzwecken. Dies kann im Rahmen einer Ausbildung, eines Studiums oder einer beruflichen Weiterbildung sein. Das Dokument wird von der entsendenden und der aufnehmenden Einrichtung für die oder den Lernenden ausgestellt.
- Europass-Zeugniserläuterungen (Certificate Supplement): Erläuterung länderspezifischer Inhalte und Standards von Ausbildungsberufen. Die Zeugniserläuterungen werden von den jeweiligen zuständigen Behörden erstellt. In Deutschland sind dies für duale Ausbildungsberufe und Fortbildungsberufe das Bundesministerium für Bildung und Forschung (BMBF) gemeinsam mit dem Bundesinstitut für Berufsbildung (BIBB). Für vollzeitschulische Aus- und Weiterbildungsgänge sind die Kultusministerien der Länder und das Sekretariat der Kultusministerkonferenz  zuständig. Die Zeugniserläuterungen für die deutschen Ausbildungsberufe liegen auf Deutsch, Englisch und Französisch vor. In Österreich werden die Zeugniserläuterungen von den folgenden Ministerien erstellt: Bundesministerium für Bildung, Wissenschaft und Forschung (Berufsbildende Höhere und Mittlere Schulen, inklusiv Kolleg, Aufbaulehrgang, Berufstätigenform), Bundesministerium für Digitales und Wirtschaftsstandort (Lehrberufe), Bundesministerium für Soziales, Gesundheit, Pflege und Konsumentenschutz (Ausbildungseinrichtungen in Gesundheitsberufen). Die Zeugniserläuterungen für die österreichischen Ausbildungsberufe liegen auf Deutsch und Englisch vor. In Luxemburg werden die Zeugniserläuterungen (Supplément au certificat) vom Ministerium für Bildung, Kinder und Jugend erstellt.
- Europass-Diplom-Zusatz (Diploma Supplement): Aufstellung von Studienleistungen zur besseren internationalen Vergleichbarkeit. Das Dokument ist personenbezogen und wird von den Hochschulen an ihre Absolventen ausgegeben.

Bis auf den Europass-Sprachenpass existieren diese Dokumente auch nach dem Start des neuen Europass-Portals am 1. Juli 2020 weiter und können unter anderem als PDFs in der Bibliothek des Europass-ePortfolios gespeichert werden.

## Umsetzung in den Mitgliedstaaten
In allen 27 EU-Mitgliedsländern, sowie im Vereinigten Königreich, den EFTA-Staaten Norwegen, Island, Liechtenstein und Schweiz und in Nordmazedonien, Montenegro, Serbien und der Türkei wurden Nationale Europass Zentren zur Umsetzung und Verbreitung des Instruments eingerichtet. Diese sind für die Umsetzung des Instruments auf nationaler Ebene und die Verbreitung von Informationen zuständig.

## Verknüpfung mit weiteren Politikinitiativen

### Europäische Kompetenzagenda
Europass ist Teil der am 1. Juli 2020 veröffentlichten aktualisierten Europäischen Kompetenzagenda für nachhaltige Wettbewerbsfähigkeit, soziale Gerechtigkeit und Resilienz (COM(2020) 274). Sie basiert auf der ersten Kompetenzagenda von 2016 (COM(2016)381 final) und soll die Mitgliedstaaten dabei unterstützen, den grünen und digitalen Wandel zu meistern und die sozioökonomischen Auswirkungen der Covid-19-Pandemie zu überwinden.

### Aktionsplan für digitale Bildung
Die „Bereitstellung eines Rahmens zur Ausstellung digital zertifizierter Qualifikationen und zur Validierung digital erworbener Kompetenzen, die zuverlässig und mehrsprachig sind und in Berufsprofilen (Lebensläufen) wie dem Europass gespeichert werden können“ ist Teil des Aktionsplans für digitale Bildung der EU-Kommission (COM(2018) 022 final).